# Ilse De Keyzer
Ilse De Keyzer (1980) is een Belgische jeugdboekenschrijfster.
Naast haar schrijfwerk is zij docente. Haar ervaringen in het onderwijs waren de aanleiding voor haar debuutroman Harde Noten in 2012, een pleidooi tegen het pesten.

## Levensloop
Ilse De Keyzer werd in 1980 geboren. Ze is de dochter van René de Keyzer, oud-gemeentesecretaris van Tielt-Winge. Ilse ging in Aarschot naar het Sint-Jozefcollege.
Anno 2022 woont ze in Tielt-Winge. Ze is docente Nederlands, geschiedenis en godsdienst in de eerste graad van het secundair onderwijs, aan het Sint-Pieterscollege in Leuven. Met haar vader, auteur van Flarden van de Grooten Oorlog: in het hart van het Hageland (2014), deelt ze haar interesse in de plaatselijke geschiedenis van tijdens de Eerste Wereldoorlog.

### Harde noten
In 2012 verscheen het debuut van De Keyzer: de jeugdroman Harde noten. Als leerkracht kreeg ze regelmatig te maken met leerlingen die last hadden van cyberpesten, en in haar boek wilde ze dit thema meer aandacht geven en zo bespreekbaar maken. In 2014 publiceerde ze haar tweede boek: Papieren vriendin. Het is het vervolg op Harde noten, waarin verder geborduurd wordt op het leven van de hoofdpersoon. Het was wederom deels op basis van De Keyzers ervaring op school, maar ze probeerde met het boek vooral een bredere kijk te geven op wat er allemaal in de realiteit zou gebeuren. Zo komen kenmerken als automutilatie volgens haar vaak voor.
Deze twee boeken brachten met het thema pesten dan ook een onzichtbaar maar sterk aanwezig maatschappelijk probleem in kaart: in Vlaanderen zou een op de vijf kinderen gepest worden. Het was volgens De Keyzer van belang dat het probleem rond pesten immer onder de aandacht gehouden zou worden. Daarom werkte ze ook met haar uitgever aan enkele lessenbundels die bij deze boeken gebruikt konden worden.
De Keyzer stond niet alleen in haar streven en samen met een productiehuis werden deze boeken in 2016 omgevormd tot het toneelstuk ‘Harde noten: terugblik op een pestprobleem'. Dit toneelstuk is een monoloog, waarin de broer van de hoofdpersoon in de boeken terugblikt op de pestgeschiedenis van zijn zus. Het stuk werd op allerlei scholen in België uitgevoerd. In februari 2017 werd in Vlaanderen de 'Week tegen pesten' georganiseerd, waar De Keyzers boeken en het daaruit voortgekomen toneelstuk een begeleidende rol kregen. De Keyzer zelf werd geregeld na deze voorstellingen en bij andere evenementen voor lezingen over en nabesprekingen van het onderwerp gevraagd.

### Ander werk
Sindsdien heeft De Keyzer meerdere thrillerachtige jeugdromans geschreven, zoals Graf DK62 (2017). In dit boek wordt verwezen naar het graf van Toetanchamon in het Vallei der Koningen. Naar eigen zeggen was ze als geschiedenisleerkracht erg geïnteresseerd in de cultuur van de oude Egyptenaren en voor dit boek heeft ze de vallei in het echt bezocht.
Voorts schreef De Keyzer kindervertelboeken. Zo verscheen in 2017 het eerste kindervertelboek over de teckel Tokkel en zijn baasje Basiel. De avonturen zijn gebaseerd op het zoontje (Alberic) en de teckel (Muyshond) van de schrijfster.

### Jeugdromans
Harde noten serie:
- Harde noten (2012)[17][18][19][20]
- Papieren vriendin (2014)

Thrillers:
- Het bord in de doos (2015)
- Graf DK62 (2017)[21]

### Kindervertelboeken
Alle vertelboeken van De Keyzer zijn geïllustreerd door Ina Hallemans.
Teckel Tokkel serie:
- Teckel Tokkel (2017)[15][16]
- Teckel Tokkel viert kerst (2018)[22]
- Halloween met Teckel Tokkel (2019)
- Teckel Tokkel op vakantie (2020)
- Lentekriebels met Teckel Tokkel (2021)

Overig:
- Capibarry, de allerliefste reuzencavia (2020)